# Esperanza Mariño
Esperanza Mariño Dávila (Santiago de Compostela, 15 de abril de 1963) es una ensayista y traductora española, actualmente se encuentra jubilada.

## Trayectoria
Licenciada en filología gallego-portuguesa en la Universidad de Santiago de Compostela. Desde ese día, ha ejercido como profesora en diversos institutos de enseñanza secundaria.
Como investigadora, tiene publicados artículos sobre lengua, literatura e crítica literaria en diversas revistas, tales como Festa da Palabra Silenciada, Revista de lenguas y literaturas catalana, gallega y vasca (de la UNED), Dorna e A Freita (de Mesa prá Defensa del Galego de Asturias). También participó como relatora en múltiples congresos, jornadas y encuentros, dentro y fuera de Galicia. Durante los años noventa fue la representante gallega en la Fédération Européenne des Maisons de Pays (en defensa de las lenguas y culturas minoritarias de Europa). Ha colaborado también con las revistas Lletres Asturianes y Lliteratura.

## Obras

### Obras colectivas
- Eduardo Blanco Amor (1988), con María Jesús García Otero y María Rosario Tubío Fajardo, Boiro Concello D.L.[1]
- Coroa literaria para Roberto Blanco Torres contra a súa morte (1999), con Roberto Blanco Torres, Xesús Alonso Montero y Xosé M. Salgado, Ediciós do Castro[2]
- Homenaxe dos poetas galegos a Federico García Lorca contra a súa morte (2006), con Xesús Alonso Montero, Edicións Xerais de Galicia[3]
- A Coruña á luz das letras (2008), con varios autores, A Coruña Trifolium[4]
- Homenaxe a Uxío Novoneyra (2010), con varios autores, Rei Zentolo, D.L.[5]

### Ediciones
- Da emigración (1936, edición facsímil en 1993), de Antonio Paz Míguez, Concello da Pobra do Caramiñal
- A vida sempre e sobre todo (2001), de Crisanto Veiguela
- Dicionario María Mariño (2007), TresCtres Editores[6]
- "Dicionario" Uxío Novoneyra (2010), TresCtres Editores[7]

### Traducciones
- Historia universal de Paniceiros (Hestoria universal de Paniceiros) (2008), de Xuan Bello, Edicions Positivas,[8] del asturiano al gallego
- Os nomes da terra (Los nomes de la tierra) (2010), de Xuan Bello, Edicions Positivas,[9] del asturiano al gallego.
- Avó Ismail (Güelu Ismail) (2011), de Esther Prieto, Sotelo Blanco D.L.,[10] del asturiano al gallego